# أحمد عواض
أحمد عواض (1966 -) هو مخرج مصري.

## حياته ونشأته
ولد أحمد عواض سنة 1966 في مدينة الإسكندرية، وتعود أصوله الي النوبة. بعد دراسته بالمعهد العالي للسينما وحصوله على الدكتوراه، عمل أحمد عواض مساعد مخرج للعديد من المخرجين منهم المخرج الراحل يوسف شاهين وعلي بدرخان، كما عمل مساعد مخرج في فيلم الرغبة عام 2002. في نفس العام أخرج عواض فيلم كذلك في الزمالك من بطولة حسين الإمام وأشرف عبد الباقي، توالت بعدها أفلامه منها كلم ماما و أريد خلعا وآخر أفلامه بون سواريه للفنانة غادة عبد الرازق الذي واجه بعض الانتقادات من الجمهور والنقاد.

## الإقالة
أُقيل من منصبه عقب قرار رئيس الوزراء المصري إبراهيم محلب بمنع عرض فيلم حلاوة روح للمنتج السبكى.

## أعماله
- الرغبة (مساعد مخرج)
- كذلك في الزمالك (مخرج)
- كلم ماما (مخرج)
- أريد خلعا (مخرج)
- بون سواريه (مخرج)
- كتكوت (مخرج)

## روابط خارجية
- أحمد عواض على موقع IMDb (الإنجليزية)
- أحمد عواض على موقع الدهليز
- أحمد عواض على موقع قاعدة بيانات الأفلام العربية